# Zythos cupreata
Zythos cupreata är en fjärilsart som beskrevs av Arnold Pagenstecher 1888. Zythos cupreata ingår i släktet Zythos och familjen mätare. Inga underarter finns listade i Catalogue of Life.